# 張師亮
張師亮，贵州贵阳人，清朝政治人物、同進士出身。
咸豐六年（1856年）丙辰科進士，三甲五名，后官江西南昌縣知縣。